# Christian Vachon
Pour les articles homonymes, voir Vachon.
Christian Vachon, né le 29 décembre 1958, est un judoka français. 

## Biographie
Il est le frère de Roger Vachon et a été le mari de la judokate Catherine Fleury-Vachon

## Palmarès
| Année | Compétition                       | Lieu      | Résultat | Catégorie         |
| ----- | --------------------------------- | --------- | -------- | ----------------- |
| 1990  | Tournoi de Paris                  | Paris     | 2e       | Plus de 95 kg     |
| 1989  | Championnats d'Europe par équipes | Vienne    | 2e       | Moins de 78 kg    |
| 1989  | Tournoi de Paris                  | Paris     | 1er      | Plus de 95 kg     |
| 1989  | Championnat de France             | Paris     | 3e       | Plusde 95 kg      |
| 1988  | Championnats d'Europe par équipes | Visé      | 1er      | Plus de 95 kg     |
| 1987  | Championnats d'Europe             | Paris     | 2e       | Toutes catégories |
| 1987  | Championnats d'Europe par équipes | Paris     | 2e       | Plus de 95 kg     |
| 1987  | Jeux méditerranéens               | Lattaquié | 2e       | Plus de 95 kg     |
| 1987  | Jeux méditerranéens               | Lattaquié | 2e       | Toutes catégories |
| 1987  | Championnat de France             | Paris     | 2e       | Plus de 95 kg     |
| 1986  | Championnat de France             | Besançon  | 1er      | Open              |
| 1986  | Championnat de France             | Paris     | 1er      | Plus de 95 kg     |
| 1986  | Championnats d'Europe par équipes | Milan     | 1er      | Moins de 95 kg    |
| 1985  | Championnat de France             | Paris     | 2e       | Plus de 95 kg     |
| 1984  | Championnat de France             | Paris     | 3e       | Plus de 95 kg     |
| 1983  | Championnat de France             | Paris     | 1er      | Moins de 95 kg    |
| 1982  | Championnats d'Europe par équipes | Milan     | 1er      | Par équipes       |
| 1982  | Championnat de France             | Paris     | 2e       | Moins de 95 kg    |
| 1980  | Championnat de France             | Paris     | 3e       | Moins de 95 kg    |